# Fed Cup 2012 Zona Asia/Oceania Gruppo I - Pool B
Il Pool B della Zona Asia/Oceania Gruppo I nella Fed Cup 2012 è uno dei due pool (gironi) in cui è suddiviso il Gruppo I della zona Asia/Oceania. Quattro squadre si sono scontrate nel formato round robin. (vedi anche Pool A)
|   | Pool B              | Kazakistan (bandiera) | Thailandia (bandiera) | Corea del Sud (bandiera) | Indonesia (bandiera) |
| 1 | Kazakistan (3-0)    |                       | 2-1                   | 3-0                      | 3-0                  |
| 2 | Thailandia (2-1)    | 1-2                   |                       | 3-0                      | 3-0                  |
| 3 | Corea del Sud (1-2) | 0-3                   | 0-3                   |                          | 2-1                  |
| 4 | Indonesia (0-3)     | 0-3                   | 0-3                   | 1-2                      |                      |

## Kazakistan vs. Corea del Sud
| Kazakistan 3 | Shenzhen Luohu Tennis Center, Shenzhen, Cina 1º febbraio 2012 cemento indoor | Shenzhen Luohu Tennis Center, Shenzhen, Cina 1º febbraio 2012 cemento indoor | Corea del Sud 0 |     |   |  |
| \| \| \| \| 1 \| 2 \| 3 \| \| \| - \| \| ----------------------------------------------------------- \| --- \| --- \| - \| \| \| 1 \| \| Jaroslava Shvedova Ye-Ra Lee \| 6 2 \| 6 1 \| \| \| \| 2 \| \| Galina Voskoboeva Sung-Hee Han \| 6 1 \| 6 0 \| \| \| \| 3 \| \| Jaroslava Shvedova / Galina Voskoboeva So-Jung Kim / Mi Yoo \| 6 1 \| 6 1 \| \| \| |                                                                              |                                                                              |                 |     |   |  |
| |                                                                              |                                                                              | 1               | 2   | 3 |  |
| 1 | Kazakistan (bandiera) · Corea del Sud (bandiera)                             | Jaroslava Shvedova Ye-Ra Lee                                                 | 6 2             | 6 1 |   |  |
| 2 | Kazakistan (bandiera) · Corea del Sud (bandiera)                             | Galina Voskoboeva Sung-Hee Han                                               | 6 1             | 6 0 |   |  |
| 3 | Kazakistan (bandiera) · Corea del Sud (bandiera)                             | Jaroslava Shvedova / Galina Voskoboeva So-Jung Kim / Mi Yoo                  | 6 1             | 6 1 |   |  |

## Thailandia vs. Indonesia
| Thailandia 3 | Shenzhen Luohu Tennis Center, Shenzhen, Cina 1º febbraio 2012 cemento indoor | Shenzhen Luohu Tennis Center, Shenzhen, Cina 1º febbraio 2012 cemento indoor    | Indonesia 0 |     |   |  |
| \| \| \| \| 1 \| 2 \| 3 \| \| \| - \| \| ------------------------------------------------------------------------------- \| ---- \| --- \| - \| \| \| 1 \| \| Noppawan Lertcheewakarn Jessy Rompies \| 7 64 \| 6 1 \| \| \| \| 2 \| \| Tamarine Tanasugarn Ayu-Fani Damayanti \| 6 2 \| 6 1 \| \| \| \| 3 \| \| Nungnadda Wannasuk / Varatchaya Wongteanchai Ayu-Fani Damayanti / Jessy Rompies \| 6 3 \| 7 5 \| \| \| |                                                                              |                                                                                 |             |     |   |  |
| |                                                                              |                                                                                 | 1           | 2   | 3 |  |
| 1 | Thailandia (bandiera) · Indonesia (bandiera)                                 | Noppawan Lertcheewakarn Jessy Rompies                                           | 7 64        | 6 1 |   |  |
| 2 | Thailandia (bandiera) · Indonesia (bandiera)                                 | Tamarine Tanasugarn Ayu-Fani Damayanti                                          | 6 2         | 6 1 |   |  |
| 3 | Thailandia (bandiera) · Indonesia (bandiera)                                 | Nungnadda Wannasuk / Varatchaya Wongteanchai Ayu-Fani Damayanti / Jessy Rompies | 6 3         | 7 5 |   |  |

## Kazakistan vs. Indonesia
| Kazakistan 3 | Shenzhen Luohu Tennis Center, Shenzhen, Cina 2 febbraio 2012 cemento indoor | Shenzhen Luohu Tennis Center, Shenzhen, Cina 2 febbraio 2012 cemento indoor | Indonesia 0 |      |   |  |
| \| \| \| \| 1 \| 2 \| 3 \| \| \| - \| \| --------------------------------------------------------------------- \| --- \| ---- \| - \| \| \| 1 \| \| Jaroslava Shvedova Jessy Rompies \| 6 0 \| 6 2 \| \| \| \| 2 \| \| Sesil Karatančeva Ayu-Fani Damayanti \| 6 1 \| 6 1 \| \| \| \| 3 \| \| Sesil Karatančeva / Galina Voskoboeva Jessy Rompies / Lavinia Tananta \| 6 1 \| 7 63 \| \| \| |                                                                             |                                                                             |             |      |   |  |
| |                                                                             |                                                                             | 1           | 2    | 3 |  |
| 1 | Kazakistan (bandiera) · Indonesia (bandiera)                                | Jaroslava Shvedova Jessy Rompies                                            | 6 0         | 6 2  |   |  |
| 2 | Kazakistan (bandiera) · Indonesia (bandiera)                                | Sesil Karatančeva Ayu-Fani Damayanti                                        | 6 1         | 6 1  |   |  |
| 3 | Kazakistan (bandiera) · Indonesia (bandiera)                                | Sesil Karatančeva / Galina Voskoboeva Jessy Rompies / Lavinia Tananta       | 6 1         | 7 63 |   |  |

## Thailandia vs. Corea del Sud
| Thailandia 3 | Shenzhen Luohu Tennis Center, Shenzhen, Cina 2 febbraio 2012 cemento indoor | Shenzhen Luohu Tennis Center, Shenzhen, Cina 2 febbraio 2012 cemento indoor | Corea del Sud 0 |     |     |  |
| \| \| \| \| 1 \| 2 \| 3 \| \| \| - \| \| --------------------------------------------------------------- \| --- \| --- \| --- \| \| \| 1 \| \| Noppawan Lertcheewakarn Sung-Hee Han \| 7 5 \| 6 1 \| \| \| \| 2 \| \| Tamarine Tanasugarn So-Jung Kim \| 2 6 \| 6 3 \| 6 4 \| \| \| 3 \| \| Nungnadda Wannasuk / Varatchaya Wongteanchai Ye-Ra Lee / Mi Yoo \| 3 6 \| 6 4 \| 6 1 \| \| |                                                                             |                                                                             |                 |     |     |  |
| |                                                                             |                                                                             | 1               | 2   | 3   |  |
| 1 | Thailandia (bandiera) · Corea del Sud (bandiera)                            | Noppawan Lertcheewakarn Sung-Hee Han                                        | 7 5             | 6 1 |     |  |
| 2 | Thailandia (bandiera) · Corea del Sud (bandiera)                            | Tamarine Tanasugarn So-Jung Kim                                             | 2 6             | 6 3 | 6 4 |  |
| 3 | Thailandia (bandiera) · Corea del Sud (bandiera)                            | Nungnadda Wannasuk / Varatchaya Wongteanchai Ye-Ra Lee / Mi Yoo             | 3 6             | 6 4 | 6 1 |  |

## Thailandia vs. Kazakistan
| Thailandia 1 | Shenzhen Luohu Tennis Center, Shenzhen, Cina 3 febbraio 2012 cemento indoor | Shenzhen Luohu Tennis Center, Shenzhen, Cina 3 febbraio 2012 cemento indoor        | Kazakistan 2 |     |     |  |
| \| \| \| \| 1 \| 2 \| 3 \| \| \| - \| \| ---------------------------------------------------------------------------------- \| --- \| --- \| --- \| \| \| 1 \| \| Noppawan Lertcheewakarn Jaroslava Shvedova \| 3 6 \| 6 7 \| \| \| \| 2 \| \| Tamarine Tanasugarn Galina Voskoboeva \| 3 6 \| 3 6 \| \| \| \| 3 \| \| Nungnadda Wannasuk / Varatchaya Wongteanchai Sesil Karatančeva / Galina Voskoboeva \| 6 4 \| 3 6 \| 6 4 \| \| |                                                                             |                                                                                    |              |     |     |  |
| |                                                                             |                                                                                    | 1            | 2   | 3   |  |
| 1 | Thailandia (bandiera) · Kazakistan (bandiera)                               | Noppawan Lertcheewakarn Jaroslava Shvedova                                         | 3 6          | 6 7 |     |  |
| 2 | Thailandia (bandiera) · Kazakistan (bandiera)                               | Tamarine Tanasugarn Galina Voskoboeva                                              | 3 6          | 3 6 |     |  |
| 3 | Thailandia (bandiera) · Kazakistan (bandiera)                               | Nungnadda Wannasuk / Varatchaya Wongteanchai Sesil Karatančeva / Galina Voskoboeva | 6 4          | 3 6 | 6 4 |  |

## Corea del Sud vs. Indonesia
| Corea del Sud 2 | Shenzhen Luohu Tennis Center, Shenzhen, Cina 3 febbraio 2012 cemento indoor | Shenzhen Luohu Tennis Center, Shenzhen, Cina 3 febbraio 2012 cemento indoor | Indonesia 1 |     |     |  |
| \| \| \| \| 1 \| 2 \| 3 \| \| \| - \| \| -------------------------------------------------------- \| ---- \| --- \| --- \| \| \| 1 \| \| Sung-Hee Han Jessy Rompies \| 6 4 \| 6 1 \| \| \| \| 2 \| \| So-Jung Kim Ayu-Fani Damayanti \| 2 6 \| 6 7 \| \| \| \| 3 \| \| Sung-Hee Han / Mi Yoo Ayu-Fani Damayanti / Jessy Rompies \| 63 7 \| 6 3 \| 6 4 \| \| |                                                                             |                                                                             |             |     |     |  |
| |                                                                             |                                                                             | 1           | 2   | 3   |  |
| 1 | Corea del Sud (bandiera) · Indonesia (bandiera)                             | Sung-Hee Han Jessy Rompies                                                  | 6 4         | 6 1 |     |  |
| 2 | Corea del Sud (bandiera) · Indonesia (bandiera)                             | So-Jung Kim Ayu-Fani Damayanti                                              | 2 6         | 6 7 |     |  |
| 3 | Corea del Sud (bandiera) · Indonesia (bandiera)                             | Sung-Hee Han / Mi Yoo Ayu-Fani Damayanti / Jessy Rompies                    | 63 7        | 6 3 | 6 4 |  |

## Verdetti
- Kazakistan ammesso allo spareggio contro la prima della Pool A (Cina) per un posto agli spareggi per il Gruppo Mondiale II.